# 黄宝坚石屋
黄宝坚石屋，位于中国广东省广州市荔湾区文昌南路敬善里13号，原为西医师黄宝坚寓所。黄宝坚石屋占地面积350平方米，为广州市现在仅存的三个石屋之一（另外两个为石室圣心大教堂和粤海关大楼)。2002年7月，列入广州市第六批文物保护单位。
1912年，黄宝坚石屋建成，内有40平方米小花园，颇具特色。